# Reformatorisch Dagblad
Het Reformatorisch Dagblad (afgekort RD, ook wel refdag) is een Nederlands, christelijk dagblad van bevindelijk gereformeerde signatuur. Het is de belangrijkste activiteit van de Erdee Media Groep. De krant verschijnt doordeweeks als avondkrant en op zaterdag als ochtendkrant.

## Geschiedenis
De krant werd opgericht in 1971 vanuit de Stichting Reformatorische Publicatie uit verzet tegen de eenzijdige berichtgeving over het bevindelijk gereformeerde volksdeel door seculiere media zoals De Telegraaf, alsmede het loslaten van christelijke principes door media die voorheen confessioneel belijnd waren geweest, waaronder met name het dagblad Trouw.
Het meest opmerkelijke aan de oprichting van het Reformatorisch Dagblad is het feit dat aan de wieg van de krant geen toonaangevende predikanten uit een bepaald kerkverband stonden, maar dat het een typisch interkerkelijk initiatief geweest is van onderaf. Ook wilden de initiatiefnemers zich bewust niet laten verbinden aan de SGP. Tot de initiatiefnemers behoorden in eerste instantie vier vrienden: G. den Boer, L. H. Oosten, J. Veenendaal en Dirk-Jan Budding uit Driebergen. Kort daarop voegden zich hierbij: W. van der Zwaag uit Barneveld, drs. P. H. D. van Ree uit Veenendaal en Bas van der Vlies uit Utrecht. De Stichting formuleerde de grondslag als volgt: „De Stichting heeft ten grondslag de Heilige Schrift, die zij erkent als het onfeilbaar Woord van God; zij aanvaardt de Drie Formulieren van Enigheid, vastgesteld op de Nationale Synode van Dordrecht (1618-1619), als daarop gegrond; zij aanvaardt de Statenvertaling als de meest zuivere Nederlandse Bijbelvertaling."
Aanvankelijk bleek het moeilijk om steun van prominenten uit de gereformeerde gezindte aan het initiatief te verbinden. Kerkpolitiek speelde hierbij een belangrijke rol. Vanuit de Christelijke Gereformeerde Kerken en de Gereformeerde Bond in de Nederlandse Hervormde Kerk kwam er gelijktijdig een zelfde initiatief onder leiding van ds. J.H. Velema. De Gereformeerde Gemeenten besloten zich en bloc voorlopig afzijdig te houden.
Het bestuur kon voorlopig worden uitgebreid met veelal nog onbekende personen vanuit de Nederlandse Hervormde Kerk, Gereformeerde Gemeenten, Christelijke Gereformeerde Kerken, Oud Gereformeerde Gemeenten in Nederland, Gereformeerde Gemeenten in Nederland, Christelijke Gereformeerde Gemeenten, t.w. de heren G. den Boer uit Hoofddorp, voorzitter; W. van der Zwaag, uit Barneveld, 2e voorzitter: L. H. Oosten uit Driebergen, secretaris; J. Veenendaal uit Driebergen, 2e secretaris; D.J. Budding uit Driebergen. penningmeester; drs. P. H. D. van Ree uit Veenendaal, 2e penningmeester; B.J. van der Vlies uit Utrecht, algemeen adjunct; J. H. den Boer uit Putten (Gld.); J. W. Boon uit Vianen; K. Ederveen uit Utrecht; A. Flier uit Ede; D. Gijsbertsen uit Driebergen; C. Lagerweij uit Houten; J. van der Meer uit Hamersveld; R. C. M. Treur uit Driebergen. Op 28 mei 1968 kon er een voorlopige Raad van Toezicht worden gevormd.  In november 1968 bestond de Raad van Toezicht uit de volgende personen: ds. G. v. d. Breevaart uit Hendrik Ido Ambacht; ds. J. Catsburg uit St. Maartensdijk; drs. J. A. Coster uit Lisse; B. Knoop uit Breukelen; ds. J. G. van Minnen uit Delft; ir. F. C. Morree uit Geldermalsen; S. Nieuwenhuis uit Hoofddorp; ir. L. R. T. Oskam uit Dordrecht; C. A. Polderman uit Utrecht; L. Post uit Urk; ds. J. van Prooijen uit Stavenisse. Intussen werd door veel gezinnen geld gedoneerd in de hoop dat de krant met een eigen identiteit er spoedig zou komen. Zij werden echter keer op keer teleurgesteld.
Ds. A. Vergunst werd als predikant van de Gereformeerde Gemeenten gevraagd toe te treden tot de Raad van Toezicht en had aanvankelijk bewilligd, evenals de predikanten J. van Haaren en J. Karens. Kort daarop trok Vergunst zijn toezegging weer in. Het feit dat in maart 1969 de Gereformeerde Gemeenten na goede gesprekken wel en bloc achter het 'initiatief uit Driebergen' gingen staan betekende een doorbraak. In mei 1969 schreef ds. A. Vergunst in De Saambinder dat alle vragen waren opgelost en men het initiatief als geheel ondersteunde. De Raad van Toezicht kon worden uitgebreid en ds. A. Vergunst werd vrij snel na deze uitbreiding tot voorzitter van de Raad van Toezicht gekozen. Het initiatief van ds. J.H. Velema leidde tot oprichting van het opinieblad Koers.

## Identiteit en betekenis
De krant die in 1971 definitief kon verschijnen heeft een belangrijke functie gekregen als identiteitmarkering voor de bevindelijk gereformeerde gezindte, een gezindte die op dat moment steeds verder in versplintering dreigde te raken. Zowel in de Christelijke Gereformeerde Kerken als de Gereformeerde Gemeenten hadden zich aan het begin van de jaren vijftig nieuwe afsplitsingen voorgedaan. Het aantal bevindelijke kerkverbanden en vrije gemeenten was in de jaren vijftig en zestig aanmerkelijk hoog. Het RD heeft er mede voor gezorgd dat de bevindelijk gereformeerde gezindte naar buiten toe meer één gezicht kreeg, evenals het reformatorisch middelbaar onderwijs hiertoe in niet minder belangrijke mate aan bijgedragen heeft.

## Huidige situatie
Het Reformatorisch Dagblad, gevestigd in het gebouw van moederconcern Erdee Media Groep in Apeldoorn, stelt zich op de grondslag van de Bijbel en de Drie Formulieren van Enigheid. Sinds april 2013 verschijnt zij op tabloidformaat. 
Dat heeft tot gevolg dat er, naast veel internationaal en binnenlands nieuws, naar verhouding veel aandacht wordt geschonken aan het kerkelijk leven in en buiten Nederland, aan het reformatorisch onderwijs en aan de politiek van de SGP en de ChristenUnie. Voorts valt op dat onder 'binnenlands nieuws' vaak nieuws uit de dorpen en steden uit de 'Bijbelgordel' staat. Zo zal men in andere landelijke kranten zelden nieuws uit plaatsen als Rijssen of Barneveld vinden, in het Reformatorisch Dagblad vrijwel dagelijks.
Daarentegen wordt weinig of geen aandacht besteed aan zaken waar men zich binnen de gereformeerde gezindte in het algemeen afzijdig van houdt, zoals sport en film. Op opiniepagina's zijn personen uit de gereformeerde gezindte sterk vertegenwoordigd, hoewel het RD ook vaak interviews en bijdragen heeft met mensen buiten de eigen kring.
Het Reformatorisch Dagblad verscheen voor het eerst op 1 april 1971. In de begintijd kende het RD zo'n 16.000 abonnees. In de loop van de tijd is dit aantal gestaag gegroeid. In 2001 telde de krant ongeveer 58.000 abonnees en werden ruim 59.000 exemplaren verspreid. Dit aantal daalde begin 21e eeuw langzaam, in overeenstemming met de algemene trend van dalende krantenoplagen. Sinds 2022 is het nog de enige landelijk verschijnende middagkrant in Nederland.
Het RD typeert zich als een brede en actuele, verdiepende en principiële krant. De laatste jaren probeert de krant nieuw publiek te trekken, onder meer met grote debatavonden over actuele onderwerpen.

### Oplage
Totaal betaalde gerichte oplage volgens HOI, Instituut voor Media Auditing en Jan van de Plasse: Kroniek van de Nederlandse dagblad- en opiniepers, Otto Cramwinckel Uitgever, Amsterdam 2005, ISBN 90-75727-77-1.
- 1975: 31.200
- 1980: 46.200
- 1985: 48.290
- 1990: 52.240
- 1995: 56.540
- 2000: 58.023
- 2003: 57.324
- 2015: 43.528
- 2016: 42.740
- 2017: 41.513[13]
- 2022: 50.393
- 2023: 50.053
- 2024: 50.589
- 2025: 50.956

Gemiddeld verspreide oplage van het Reformatorisch Dagblad tussen 2001 en 2017
Cijfers volgens HOI, Instituut voor Media Auditing

### Website
Sinds 1997 heeft het Reformatorisch Dagblad een website. Deze is gesloten op zondag, exact van middernacht tot middernacht (afgestemd op de locatie van raadpleging). Er verschijnt dan een mededeling waarom men de bezoeker op andere dagen graag terugziet. De nieuwsberichten en veel andere onderdelen zijn dan dus niet beschikbaar. Sommige speciale artikelen zijn wel beschikbaar.
In januari 2012 kreeg de website de door de krant lang gewenste domeinnaam rd.nl, die eerder toebehoorde aan het Rotterdams Dagblad.